# Jules Lowie
Jules Lowie (Nokere, Kruisem, 6 d'octubre de 1913 - Deinze, 2 d'agost de 1960) era un ciclista belga que fou professional entre 1935 i 1947. Va guanyar quinze cursos, la majoria esdeveniments locals menors. Els seus més destacats successos són una cinquena posició al Tour de França i la víctoria al París-Niça de 1938. Va morir amb només quranta-i-sis anys a la ciutat de Deinze.

## Palmarès
- 1938
  - 1r a la París-Niça[3]
  - Vencedor d'una etapa a la París-Saint Étienne
- 1942
  - 1r a Valkenburg
  - 1r a St.Martens Lierde
  - 1r a Jette
  - 1r a Flémalle-Haute
  - 1r a Eine
- 1943
  - 1r a Zulte
  - 1r a Merelbeke
  - Vencedor d'una etapa al Circuit de Bèlgica
- 1944
  - 1r a Koekelberg
  - 1r a Zulte
  - 1r a Ruislede
  - 1r a Olsene
- 1945
  - 1r a Nederzwalm

### Resultats al Tour de França
- 1935. 5è de la classificació general[4]
- 1937. Abandona (17a etapa)
- 1938. 7è de la classificació general
- 1939. Abandona (8a etapa)